# Thrixspermum duplocallosum
Thrixspermum duplocallosum är en orkidéart som beskrevs av Richard Eric Holttum. Thrixspermum duplocallosum ingår i släktet Thrixspermum och familjen orkidéer. Inga underarter finns listade i Catalogue of Life.